# MEKO
Na construção de navios, MEKO refere-se a uma família de navios de guerra desenvolvidos pela empresa alemã Blohm + Voss.
Os navios MEKO® incluem famílias de fragatas, corvetas e navios de patrulha ocêanicos. O desenvolvimento desta família de navios começou no final dos anos 70 com a concepção e mais tarde com a construção do MEKO® 360 H1 para a Nigéria.
MEKO®, que é uma marca registada. É um acrónimo alemão para "Multi-Purpose Combination" ("Mehrzweck-Kombination"). É um conceito na construção naval moderna baseada na construção por módulos de armamento, equipamento electrónico, com o objectivo de reduzir os custos e o tempo de manutenção.
| Tipo              | Classe            | País          | Qtd    | Entrega   | Tonelagem | Comprimento (m) | Largura (m) | Calado (m) |
| ----------------- | ----------------- | ------------- | ------ | --------- | --------- | --------------- | ----------- | ---------- |
| MEKO® 360 H1      | Aradu             | Nigéria       | 1      | 1982      | 3.360     | 125,60          | 15,00       | 5,80       |
| MEKO® 360 H2      | Almirante Brown   | Argentina     | 4      | 1983–1984 | 3.360     | 125,90          | 15,00       | 5,80       |
| MEKO® 140 A16     | Espora            | Argentina     | 6      | 1985–2004 | 1.560     | 91,20           | 11,00       | 3,33       |
| MEKO® 200 TN I    | Yavuz             | Turquia       | 4      | 1987–1989 | 3.030     | 110,50          | 13,25       | 3,94       |
| MEKO® 200 PN      | Vasco da Gama     | Portugal      | 3      | 1991–1992 | 3.200     | 115,90          | 14,80       | 6,20       |
| MEKO® 200 HN      | Hydra             | Grécia        | 4      | 1992–1998 | 4.000     | 117,50          | 14,80       | 6,00       |
| Frigate 123       | Brandenburg       | Alemanha      | 4      | 1994–1996 | 3.600     | 138,85          | 16,70       | 6,30       |
| MEKO® 200 ANZAC   | Anzac             | Austrália     | 8      | 1996–2006 | 4.000     | 118,00          | 14,80       | 4,35       |
| MEKO® 200 TN II-A | Barbaros          | Turquia       | 4      | 1997–2000 | 3.350     | 118,00          | 14,80       | 4,25       |
| MEKO® 200 ANZAC   | Anzac             | Nova Zelândia | 2      | 1997–1999 | 4.000     | 118,00          | 14,80       | 4,35       |
| Frigate 124       | Sachsen           | Alemanha      | 3      | 2003–2006 | 5.690     | 143,00          | 17,44       | 6,00       |
| MEKO® A-200 SAN   | Valour            | África do Sul | 4      | 2006–2007 | 3.700     | 121,00          | 16,34       | 5,95       |
| MEKO® 100 RMN     | Kedah             | Malásia       | 6      | 2006–2010 | 1.850     | 91,10           | 12,85       | 3,40       |
| Corvette 130      | Braunschweig      | Alemanha      | 6 (+5) | 2008–2013 | 1.840     | 89,12           | 13,28       | 3,40       |
| MEKO A-200 AN     | Erradii           | Argélia       | 2      | 2016–2017 | 3.700     | 121,00          | 16,3        |            |
| MEKO® A-100       | Gawron            | Polónia       | 1      | 2019      | 2.150     | 95,20           | 13,50       | 3,60       |
| Frigate 125       | Baden-Württemberg | Alemanha      | 4      | 2019–2022 | 7.200     | 149,52          | 18,80       | 5,40       |
| K130              | Sa'ar 6           | Israel        | 4      | 2020–2023 | 1.900     | 90,00           |             |            |
| MEKO® A-200 EN    | Al-Aziz           | Egito         | 4      | 2022–     | 3.700     | 118,00          | 14,80       | 4,30       |
| MEKO® A-100       | Tamandaré         | Brasil        | 4      | 2026–2029 | 3.360     | 107,20          | 16,00       | 5,20       |